# Joe Aribo
Joseph Oluwaseyi Temitope Ayodele-Aribo, noto semplicemente come Joe Aribo (Londra, 21 luglio 1996), è un calciatore inglese naturalizzato nigeriano, centrocampista del Southampton e della nazionale nigeriana.

## Biografia
Nel luglio del 2025, è stato uno dei sei giocatori della nazionale maschile nigeriana a donare l'equivalente di un milione di naira a ciascuna delle 24 giocatrici della rosa della nazionale femminile vincitrice della Coppa d'Africa dello stesso anno.

## Caratteristiche tecniche
Centrocampista molto atletico, potente fisicamente e dotato di una buona accelerazione, è in possesso di un ottimo senso del gol. Può adattarsi anche al ruolo di attaccante.

## Carriera

### Club
Arrivato nel 2015 al Charlton, dopo una stagione trascorsa con la squadra riserve del club londinese, il 23 dicembre 2016 firma un triennale con gli Addicks. In scadenza di contratto, il 27 giugno 2019 passa ai Rangers, con cui si lega fino al 2023.
Il 9 luglio 2022 viene annunciato il suo trasferimento al Southampton.

### Nazionale
Ha esordito con la nazionale nigeriana il 10 settembre 2019, nell'amichevole pareggiata per 2-2 contro l'Ucraina, segnando la prima rete dell'incontro e diventando così il settimo giocatore delle Super Eagles a realizzare una rete al debutto. Va segno anche nella successiva amichevole pareggiata per 1-1 contro il Brasile.

## Statistiche

### Presenze e reti nei club
Statistiche aggiornate al 25 maggio 2025.
| Stagione           | Squadra            | Campionato         | Campionato | Campionato | Coppe nazionali | Coppe nazionali | Coppe nazionali | Coppe continentali | Coppe continentali | Coppe continentali | Altre coppe | Altre coppe | Altre coppe | Totale | Totale | Totale |
| Stagione           | Squadra            | Comp               | Pres       | Reti       | Comp            | Pres            | Reti            | Comp               | Pres               | Reti               | Comp        | Pres        | Reti        | Pres   | Reti   |        |
| ------------------ | ------------------ | ------------------ | ---------- | ---------- | --------------- | --------------- | --------------- | ------------------ | ------------------ | ------------------ | ----------- | ----------- | ----------- | ------ | ------ | ------ |
| 2016-2017          | Charlton           | FL1                | 19         | 0          | FACup+CdL       | 1+0             | 0               | -                  | -                  | -                  | EFLT        | 2           | 0           | 22     | 0      |        |
| 2017-2018          | Charlton           | FL1                | 26+2       | 5          | FACup+CdL       | 1+2             | 0               | -                  | -                  | -                  | EFLT        | 5           | 1           | 36     | 6      |        |
| 2018-2019          | Charlton           | FL1                | 36+3       | 9+1        | FACup+CdL       | 0               | 0               | -                  | -                  | -                  | EFLT        | 0           | 0           | 39     | 10     |        |
| Totale Charlton    | Totale Charlton    | Totale Charlton    | 81+5       | 14+1       |                 | 4               | 0               |                    | -                  | -                  |             | 7           | 1           | 97     | 16     |        |
| 2019-2020          | Rangers            | SP                 | 27         | 3          | SC+CdL          | 3+4             | 1+1             | UEL                | 15                 | 4                  | -           | -           | -           | 49     | 9      |        |
| 2020-2021          | Rangers            | SP                 | 31         | 7          | SC+CdL          | 2+1             | 0               | UEL                | 9                  | 1                  | -           | -           | -           | 43     | 8      |        |
| 2021-2022          | Rangers            | SP                 | 34         | 8          | SC+CdL          | 2+3             | 0               | UCL+UEL            | 1+17               | 0+1                | -           | -           | -           | 57     | 9      |        |
| Totale Rangers     | Totale Rangers     | Totale Rangers     | 92         | 18         |                 | 15              | 2               |                    | 42                 | 6                  |             | -           | -           | 149    | 26     |        |
| 2022-2023          | Southampton        | PL                 | 21         | 2          | FACup+CdL       | 3+3             | 0               | -                  | -                  | -                  | -           | -           | -           | 27     | 2      |        |
| 2023-2024          | Southampton        | FLC                | 35+3       | 4+0        | FACup+CdL       | 1+1             | 0               | -                  | -                  | -                  | -           | -           | -           | 40     | 4      |        |
| 2024-2025          | Southampton        | PL                 | 32         | 3          | FACup+CdL       | 2+3             | 0               | -                  | -                  | -                  | -           | -           | -           | 37     | 3      |        |
| Totale Southampton | Totale Southampton | Totale Southampton | 88+3       | 9+0        |                 | 13              | 0               |                    | -                  | -                  |             | -           | -           | 104    | 9      |        |
| Totale carriera    | Totale carriera    | Totale carriera    | 269        | 42         |                 | 32              | 2               |                    | 42                 | 6                  |             | 7           | 1           | 350    | 51     |        |

### Cronologia presenze e reti in nazionale
| Cronologia completa delle presenze e delle reti in nazionale ― Nigeria | Cronologia completa delle presenze e delle reti in nazionale ― Nigeria | Cronologia completa delle presenze e delle reti in nazionale ― Nigeria | Cronologia completa delle presenze e delle reti in nazionale ― Nigeria | Cronologia completa delle presenze e delle reti in nazionale ― Nigeria | Cronologia completa delle presenze e delle reti in nazionale ― Nigeria | Cronologia completa delle presenze e delle reti in nazionale ― Nigeria | Cronologia completa delle presenze e delle reti in nazionale ― Nigeria |
| Data                                                                   | Città                                                                  | In casa                                                                | Risultato                                                              | Ospiti                                                                 | Competizione                                                           | Reti                                                                   | Note                                                                   |
| ---------------------------------------------------------------------- | ---------------------------------------------------------------------- | ---------------------------------------------------------------------- | ---------------------------------------------------------------------- | ---------------------------------------------------------------------- | ---------------------------------------------------------------------- | ---------------------------------------------------------------------- | ---------------------------------------------------------------------- |
| 10-9-2019                                                              | Dnipropetrovsk                                                         | Ucraina                                                                | 2 – 2                                                                  | Nigeria                                                                | Amichevole                                                             | 1                                                                      |                                                                        |
| 13-10-2019                                                             | Singapore                                                              | Brasile                                                                | 1 – 1                                                                  | Nigeria                                                                | Amichevole                                                             | 1                                                                      | 90+4’                                                                  |
| 13-11-2019                                                             | Uyo                                                                    | Nigeria                                                                | 2 – 1                                                                  | Benin                                                                  | Qual. Coppa d'Africa 2021                                              | -                                                                      |                                                                        |
| 17-11-2019                                                             | Maseru                                                                 | Lesotho                                                                | 2 – 4                                                                  | Nigeria                                                                | Qual. Coppa d'Africa 2021                                              | -                                                                      | 71’                                                                    |
| 13-11-2020                                                             | Benin City                                                             | Nigeria                                                                | 4 – 4                                                                  | Sierra Leone                                                           | Qual. Coppa d'Africa 2021                                              | -                                                                      |                                                                        |
| 17-11-2020                                                             | Freetown                                                               | Sierra Leone                                                           | 0 – 0                                                                  | Nigeria                                                                | Qual. Coppa d'Africa 2021                                              | -                                                                      | 84’                                                                    |
| 27-3-2021                                                              | Cotonou                                                                | Benin                                                                  | 0 – 1                                                                  | Nigeria                                                                | Qual. Coppa d'Africa 2021                                              | -                                                                      |                                                                        |
| 3-9-2021                                                               | Lagos                                                                  | Nigeria                                                                | 2 – 0                                                                  | Liberia                                                                | Qual. Mondiali 2022                                                    | -                                                                      | 90+2’                                                                  |
| 7-10-2021                                                              | Lagos                                                                  | Nigeria                                                                | 0 – 1                                                                  | Rep. Centrafricana                                                     | Qual. Mondiali 2022                                                    | -                                                                      | 79’                                                                    |
| 10-10-2021                                                             | Bangui                                                                 | Rep. Centrafricana                                                     | 0 – 2                                                                  | Nigeria                                                                | Qual. Mondiali 2022                                                    | -                                                                      |                                                                        |
| 13-11-2021                                                             | Monrovia                                                               | Liberia                                                                | 0 – 2                                                                  | Nigeria                                                                | Qual. Mondiali 2022                                                    | -                                                                      |                                                                        |
| 16-11-2021                                                             | Lagos                                                                  | Nigeria                                                                | 1 – 1                                                                  | Capo Verde                                                             | Qual. Mondiali 2022                                                    | -                                                                      | 78’                                                                    |
| 11-1-2022                                                              | Garoua                                                                 | Nigeria                                                                | 1 – 0                                                                  | Egitto                                                                 | Coppa d'Africa 2021 - 1º turno                                         | -                                                                      |                                                                        |
| 15-1-2022                                                              | Garoua                                                                 | Nigeria                                                                | 3 – 1                                                                  | Sudan                                                                  | Coppa d'Africa 2021 - 1º turno                                         | -                                                                      | 57’ 65’                                                                |
| 23-1-2022                                                              | Garoua                                                                 | Nigeria                                                                | 0 – 1                                                                  | Tunisia                                                                | Coppa d'Africa 2021 - Ottavi di finale                                 | -                                                                      | 88’                                                                    |
| 25-3-2022                                                              | Kumasi                                                                 | Ghana                                                                  | 0 – 0                                                                  | Nigeria                                                                | Qual. Mondiali 2022                                                    | -                                                                      | 59’                                                                    |
| 29-3-2022                                                              | Abuja                                                                  | Nigeria                                                                | 1 – 1                                                                  | Ghana                                                                  | Qual. Mondiali 2022                                                    | -                                                                      |                                                                        |
| 28-5-2022                                                              | Arlington                                                              | Messico                                                                | 2 – 1                                                                  | Nigeria                                                                | Amichevole                                                             | -                                                                      |                                                                        |
| 3-6-2022                                                               | Harrison                                                               | Ecuador                                                                | 1 – 0                                                                  | Nigeria                                                                | Amichevole                                                             | -                                                                      |                                                                        |
| 9-6-2022                                                               | Abuja                                                                  | Nigeria                                                                | 2 – 1                                                                  | Sierra Leone                                                           | Qual. Coppa d'Africa 2023                                              | -                                                                      |                                                                        |
| 17-11-2022                                                             | Lisbona                                                                | Portogallo                                                             | 4 – 0                                                                  | Nigeria                                                                | Amichevole                                                             | -                                                                      | 69’                                                                    |
| 27-3-2023                                                              | Bissau                                                                 | Guinea-Bissau                                                          | 0 – 1                                                                  | Nigeria                                                                | Qual. Coppa d'Africa 2023                                              | -                                                                      | 61’                                                                    |
| 18-6-2023                                                              | Monrovia                                                               | Sierra Leone                                                           | 2 – 3                                                                  | Nigeria                                                                | Qual. Coppa d'Africa 2023                                              | -                                                                      | 71’                                                                    |
| 10-9-2023                                                              | Uyo                                                                    | Nigeria                                                                | 6 – 0                                                                  | São Tomé e Príncipe                                                    | Qual. Coppa d'Africa 2023                                              | -                                                                      | 64’                                                                    |
| 13-10-2023                                                             | Portimão                                                               | Arabia Saudita                                                         | 2 – 2                                                                  | Nigeria                                                                | Amichevole                                                             | -                                                                      | 78’ 90+8’                                                              |
| 16-10-2023                                                             | Albufeira                                                              | Mozambico                                                              | 2 – 3                                                                  | Nigeria                                                                | Amichevole                                                             | -                                                                      | 75’                                                                    |
| 16-11-2023                                                             | Uyo                                                                    | Nigeria                                                                | 1 – 1                                                                  | Lesotho                                                                | Qual. Mondiali 2026                                                    | -                                                                      | 73’                                                                    |
| 19-11-2023                                                             | Butare                                                                 | Zimbabwe                                                               | 1 – 1                                                                  | Nigeria                                                                | Qual. Mondiali 2026                                                    | -                                                                      |                                                                        |
| 8-1-2024                                                               | Abu Dhabi                                                              | Guinea                                                                 | 2 – 0                                                                  | Nigeria                                                                | Amichevole                                                             | -                                                                      | 83’                                                                    |
| 14-1-2024                                                              | Abidjan                                                                | Nigeria                                                                | 1 – 1                                                                  | Guinea Equatoriale                                                     | Coppa d'Africa 2023 - 1º turno                                         | -                                                                      | 69’                                                                    |
| 22-1-2024                                                              | Abidjan                                                                | Guinea-Bissau                                                          | 0 – 1                                                                  | Nigeria                                                                | Coppa d'Africa 2023 - 1º turno                                         | -                                                                      | 63’                                                                    |
| 2-2-2024                                                               | Abidjan                                                                | Nigeria                                                                | 1 – 0                                                                  | Angola                                                                 | Coppa d'Africa 2023 - Quarti di finale                                 | -                                                                      | 87’                                                                    |
| 7-2-2024                                                               | Bouaké                                                                 | Nigeria                                                                | 1 – 1 dts (4 – 2 dtr)                                                  | Sudafrica                                                              | Coppa d'Africa 2023 - Semifinale                                       | -                                                                      | 102’                                                                   |
| 11-2-2024                                                              | Abidjan                                                                | Nigeria                                                                | 1 – 2                                                                  | Costa d'Avorio                                                         | Coppa d'Africa 2023 - Finale                                           | -                                                                      | 86’                                                                    |
| Totale                                                                 |                                                                        | Presenze                                                               | 34                                                                     |                                                                        | Reti                                                                   | 2                                                                      |                                                                        |

## Palmarès

### Club

#### Competizioni nazionali
- Campionato scozzese: 1

Rangers: 2020-2021
- Coppa di Scozia: 1

Rangers: 2021-2022